# Almásy Angéla
Almásy Angéla (Markovitsné) (Magyargencs, 1940. január 12. – Alsóörs,  2009. szeptember 25.)  magyar textiltervező iparművész.

## Életpályája
Almásy Angéla a család második gyermekéként született. Édesapja Almásy Károly ács-asztalos szakmája mellett földművesként gazdálkodott is, feleségével, Szakács Lídiával együtt. A család 1941-ig Magyargencsen élt, majd 1944-ig Budapesten, ahol az apa szakmájában, Hunnia Filmgyárban dolgozott, de az ostrom elől, 1944 végén visszaköltöztek Magyargencsre.

### Tanulmányai
Elemi és általános iskolát Magyargencsen és Kemeneshőgyészen végezte. Meghatározó tanítói, tanárai Baky Etelka és Asbóth László voltak. Eminens tanulóként fejezte be az általános iskolát, ennek ellenére szülei nem engedték középiskolába, egyrészt anyagi okokból (1954), másrészt a paraszti hagyomány, szokás szerint a gazdálkodást legalább az egyik gyereknek folytatni kell. (Bátyja építőipari középiskolába járt.) Egy év kihagyással Asbóth László tanár úr – akinek igen nagy tekintélye volt a faluban – hatására, kérésére és biztatására tovább tanulhatott.
A Pápai Petőfi Sándor Állami Általános Gimnázium reálosztályába 1955 év júniusában nyert felvételt. A gimnáziumban meghatározó tanárai Tallai Ferenc (történelem, osztályfőnök) és A. Tóth Sándor (ábrázoló geometria, festő és báb művész) voltak. Érettségi bizonyítványát 1959. június 10-én kapta meg, jeles eredménnyel.

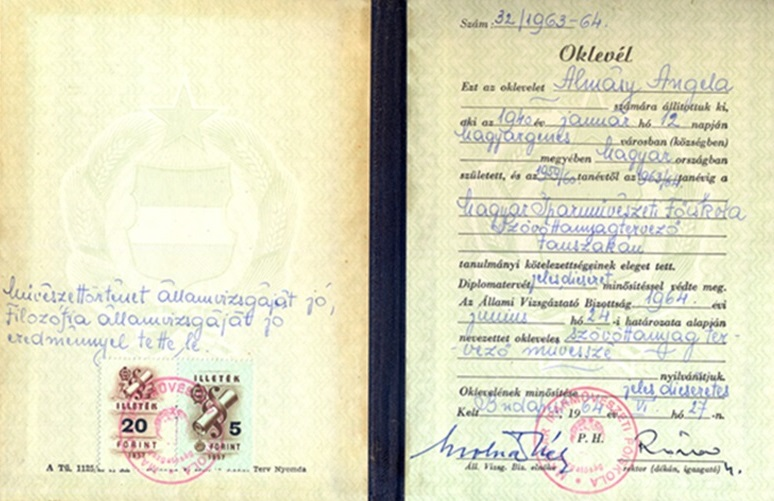
Oklevele

Próba szerencse alapon jelentkezett a Magyar Iparművészeti Főiskolára, ahová első körben felvették, és 1959 szeptemberében a Textilkar, Szövöttanyagtervező szakán kezdte meg tanulmányait. Ebben az időben az Iparművészeti Főiskola igazgatója Hincz Gyula festőművész, grafikus, Textilkar vezetője Schubert Ernő volt. Jelesebb tanárai-mesterei, alakrajz: Rákosi Zoltán, Gerzson Pál, grafika: Ernyei Sándor, művészettörténet: Újvári Béla, irodalom: Bikácsi László, gyakorlat-szövés: Bakay Erzsébet, Balogh Rozi. Tanulmányi eredményei – melyek átlaga 4 és 4,77 között váltakozott – tandíjmentességet biztosított. Diploma munkái a Főiskola műhelyében, valamint a tizenkétszeres élüzem kitüntetést elnyert Pápai Textilgyárban készültek. Diploma dolgozatában a nagyüzemi szövöttanyag tervezés-kivitelezés lehetőségeit és jelentőségét elemezte az akkori öltözködési kultúra valamint divat irányzatok tükrében.
Diplomáját 1964. június 27-én jeles, dicséretes minősítéssel vette át. Pályafutása során, főiskolai tanulmányaitól kezdve, mindvégig az volt a célkitűzése, hívatása, hogy nagy-üzemileg kivitelezhető szövöttanyagokat tervezzen.

### Munkássága
Első és egyetlen munkahelye a Pápai Textilgyár volt, ahová 1964. augusztus 3-án lépett be, mint tervezőművész, havi 1.300,- Ft fizetéssel. Ekkor Perczel Erzsébet, igen neves textiltervező volt a gyár művészeti vezetője. Ő 1968-ban ment nyugdíjba és Almásy Angélát nevezték ki utódjának, havi 2.500,- Ft fizetéssel. Ebben az időben zajlott a Pápai Textilgyár szövödei rekonstrukciója, a régi svájci jaquard szövőgépeket szovjet SZTB szövőgépekre cserélték. Ez a tervezőnek is új kihívást, sok munkát jelentett – az összes korábbi minta kollekció helyett újat kellett tervezni – melyet eredményesen és művészi szinten sikerült megoldani, amit számos elismerés, kitüntetés bizonyít. A Pápai Textilgyár eredményessége 1990-es évek közepére – elsősorban a szovjet piac kiesése miatt – nagymértékben romlott, a textiltervező iparművész munkája is feleslegessé vált és Almásy Angéla 1995 januárjában nyugdíjba ment.
Rajzkészsége, művészi ambíciója már fiatal korában jelentkezett. Nagyon szeretett növényeket, virágokat rajzolni. Hagyatékában számtalan rajz, vázlat, skicc, néhány akvarell virágcsendélet, valamint saját maga által szőtt falikép található. Azonban mindvégig hű maradt diplomája átvételékor vallott elvéhez, feladata, életcélja nem egyedi darabok készítése, hanem a nagyiparilag leszőhető divatos, a kor ízlésének megfelelő kelmék tervezése. Ennek érdekében állandó kapcsolatot tartott a Magyar Divat Intézettel és a Textilgyár jóvoltából majd mindenévben meg tudta látogatni a Frankfurti Nemzetközi Textilipari Kiállítást és Vásárt (Interstoff).

### Családi háttere

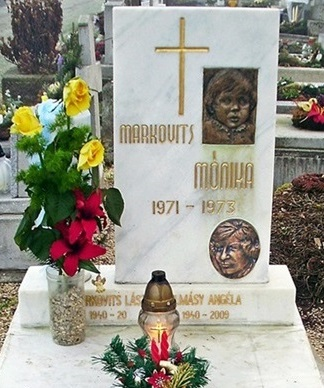
Síremléke

1964-ben ment férjhez Markovits László agrármérnökhöz, Pápán telepedtek le, alapítottak családot. Két gyermekük született, Melinda 1966-ban, aki angol szakos tanárnő, Tapolcán él. Második gyermekük Mónika 1971-ben született és 1973-ban meghalt. A család 1980-tól szívesen töltötte szabadidejét az alsóörsi kertes nyaralójukban, földi életét is itt fejezte be. A pápai Alsóvárosi temetőben lévő síremléken az egyik relief Rétfalvi Sándor szobrászművész, a másik Kiss László pápai rajztanár alkotása.

## Egyéni kiállítások
- 1977. Pápai Textilgyár, Pápa
- 1977. Jurisich Múzeum, Zwinger Droppa Judittal, Kőszeg.

## Válogatott csoportos kiállítások
- 1975. II. Ipari Textilművészeti Biennále, Savaria Múzeum, Szombathely
- 1975. Jubileumi Iparművészeti kiállítás, Műcsarnok, Budapest.

## Díjai
- 1965. A könnyűipar év legszebb terméke díj.
- 1975. A II. Ipari Textilművészeti Biennálén „Mini” kelmével I. díj.
- 1986. Nívódíjas Ipari Formadíj, „Dover” sport- és szabadidő szövet. http://www.hipo.gov.hu/testuletek/mft/formatervezesi_dij/dijarchivum/1986.html?printable=1
- 1988. Formatervezési Nívódíj, „Steve” női-férfi felsőruha szövet. http://www.hipo.gov.hu/testuletek/mft/formatervezesi_dij/dijarchivum/1988.html?printable=1
- Pápai Textilgyár termékeivel – nem név szerinti
- több Budapesti Nemzetközi Vásár-díj,  Lipcsei Vásár aranydiplomája, Szegedi Vásár díja

## Munkásságát méltató újságcikkek
- Textilmunkás, 1969. október.
- Kritika, 1975/10.
- Népszava, 1977. augusztus 7.
- Veszprém Megyei Napló, 1969.12.16.; 1973.11.01.; 1974.08.01.; 1980.06.08.; 1986.04.04.

## Munkahelyi kitüntetések
- 1979. Kiváló Dolgozó Oklevél
- 1989. Jubileumi Oklevél, 25 éves munkaviszony